# Модулярна група
Модулярна група — група {\displaystyle \Gamma } всіх дробово-лінійних перетворень виду
{\displaystyle z\mapsto {\frac {az+b}{cz+d}},}
де {\displaystyle a,\;b,\;c,\;d} — цілі числа, причому {\displaystyle \ ad-bc=1}.
Модулярна група ототожнюється з факторгрупою {\displaystyle SL(2,\;\mathbb {Z} )/\{I,\;-I\}}. Тут {\displaystyle SL(2,\;\mathbb {Z} )} — спеціальна лінійна група.
{\displaystyle {\begin{pmatrix}a&b\\c&d\end{pmatrix}},}
де {\displaystyle a,\;b,\;c,\;d} — цілі числа {\displaystyle \ ad-bc=1}.

## Властивості
Модулярна група є дискретною групою перетворень верхньої комплексної півплощини {\displaystyle H=\{z:\mathrm {Im} \,z>0\}} і допускає подання твірними:
{\displaystyle S:z\mapsto -1/z,}
{\displaystyle T:z\mapsto z+1}
і співвідношеннями {\displaystyle S^{2}=(ST)^{3}=1}, тобто є вільним добутком циклічної групи порядку 2, породженої {\displaystyle S}, і циклічної групи порядку 3, породженої {\displaystyle ST}.
Для довільного перетворення {\displaystyle g(z)={\frac {az+b}{cz+d}}} з модулярної групи справедлива рівність:
{\displaystyle \mathrm {Im} \,g(z)={\frac {\mathrm {Im} \,z}{|cz+d|^{2}}}.\qquad \qquad (1)}
Оскільки уявна частина {\displaystyle z} ненульова, а числа {\displaystyle c} і {\displaystyle d} — цілі, не рівні нулю одночасно, то величина {\displaystyle |cz+d|^{2}} відокремлена від нуля (не може бути як завгодно малою). Це означає, що в орбіті будь-якої точки є така, на якій уявна частина досягає свого максимуму.

## Фундаментальна область
Фундаментальна область (канонічна) модулярної групи — це замкнута область
{\displaystyle D=\{z\in H:|z|\geqslant 1,\;|\mathrm {Re} \,z|\leqslant 1/2\}.}
Легко перевірити, використовуючи (1), що перетворення модулярної групи не збільшують уявну частину точок з {\displaystyle D}. З цього виходить, що для того, щоб дві точки {\displaystyle z,\;g(z)} належали {\displaystyle D}, їх уявна частина повинна бути однакова: {\displaystyle |cz+d|^{2}=1}. Таким умовам відповідають наступні перетворення і точки:
1. {\displaystyle g(z)=z,\;z} — будь-яка точка;
2. {\displaystyle g(z)=z-1,\;\mathrm {Re} ,z=1/2;}
3. {\displaystyle g(z)=z+1,\;\mathrm {Re} ,z=-1/2;}
4. {\displaystyle g(z)=-1/z,\;|z|=1.}

Зокрема, всі точки області {\displaystyle D} мають тривіальний стабілізатор, окрім трьох:
1. {\displaystyle \mathrm {St} (i)=\{1,\;S\};}
2. {\displaystyle \mathrm {St} (e^{2\pi i/3})=\{1,\;ST,\;(ST)^{2}\};}
3. {\displaystyle \mathrm {St} (-e^{-2\pi i/3})=\{1,\;TS,\;(TS)^{2}\}.}

Крім того, з цього випливає що при факторизації верхньої півплощини по дії модулярної групи внутрішні точки {\displaystyle D} відображаються ін'єктивно, тоді як граничні — склеюються з точками, «дзеркальними» до них відносно прямої {\displaystyle \mathrm {Re} \,z=0}.